# Ivo Janakiev
Ivo Dimitrov Janakiev (in bulgaro Иво Димитров Янакиев?; 12 ottobre 1975) è un ex canottiere bulgaro.

## Palmarès

### Olimpiadi
- 1 medaglia:
  - 1 bronzo (Atene 2004 nel singolo)